# Migración humana
La migración humana se refiere a los procesos de migración de los seres humanos, forzada o voluntaria, consistente en el cambio permanente o semipermanente de la ciudad, región o país de residencia. Los seres humanos han migrado desde los orígenes mismos de la humanidad, partiendo desde un punto ubicado en África hasta poblar todos los continentes. En términos prácticos, todas las personas son migrantes o descendientes de migrantes.
Las grandes migraciones humanas están relacionadas con fenómenos como el hambre, el desempleo, las guerras, las persecuciones políticas, étnicas y religiosas, los cambios y catástrofes climáticas, la trata de personas, la decadencia o auge de ciertas regiones, etc. Más recientemente ha aparecido la migración por causas turísticas.
En la actual etapa de globalización, la alta movilidad de los capitales y los avances en los medios de transporte, trabajo y comunicación, han impulsado los procesos migratorios. A la vez, las políticas migratorias restrictivas y las manifestaciones de xenofobia, unidas a la documentación masiva de la identidad de las personas y los medios tecnológicos de control de las fronteras, han buscado limitar los procesos migratorios, dando origen al fenómeno social de las llamadas "personas ilegales", o «sin papeles».
A partir de la consolidación de los Estados nacionales (inicios de la Edad Moderna) se distinguen las migraciones internas de las migraciones internacionales. Las migraciones internas han estado y siguen estando vinculadas a los procesos de mecanización agrícola y el consiguiente desplazamiento de la población campesina hacia las ciudades, originando el fenómeno de la urbanización. Las migraciones internacionales plantean retos que Naciones Unidas insta a solucionar en el marco de los derechos humanos, la igualdad y la sostenibilidad.
Por otra parte, la migración enfrenta también obstáculos o facilidades que se encuentran determinados por factores propios de cada país emisor o expulsor de migrantes. Esta control suele estar desde las políticas que cada oficina de migración postula. Esto se hace con la finalidad de llevar un registro de la permanencia de cada extranjero o nacional con calidad de migrante.
La Organización Internacional del Trabajo (OIT) ha propuesto que en los procesos se ponen en juego cuatro libertades y sus correspondientes derechos: el derecho a no emigrar, el derecho a emigrar, el derecho a inmigrar y el derecho a volver.

## Emigración e inmigración
Los procesos migratorios internacionales modernos implican dos momentos principales:
- La emigración es la salida de personas de un país, lugar o región para establecerse en otro país, lugar o región. La emigración implica una estimación negativa del nivel de vida de una persona y de su entorno familiar, así como una percepción de que al establecerse en otra parte, aumentarán sus perspectivas económicas, sociales o de otro tipo o, por lo menos, de que sus esperanzas de una vida mejor se harán efectivas en el futuro.

- La inmigración es la llegada a un país o lugar de personas procedentes de otro país o lugar.

La totalidad del proceso migratorio involucra también el derecho y el deseo de las personas de vivir en su tierra originaria, de volver libremente a la misma, de preservar sus culturas y de reunificar a sus familias.

## Historia
| Migraciones notables |
| --- |
| - El éxodo del pueblo judío desde Egipto. - Los viajes de san Pedro, san Pablo y Santiago el Mayor en los primeros tiempos del cristianismo. - La Hégira de Mahoma. - Las migraciones de los sefarditas a través de cuatro continentes. - La migración desde el lago Titicaca al Cusco en la leyenda de Manco Cápac y Mama Ocllo en el origen del Imperio inca, etc. - La conquista y colonización de América por los europeos con el propósito de implantar el cristianismo a partir del siglo XVI. - La emigración al continente americano de los peregrinos, luteranos y de otras religiones, buscando librarse de persecuciones religiosas (siglo XVII en adelante). |

La migración de los seres humanos es un fenómeno mundial y está presente en todas las épocas de la historia y en todas partes de nuestro planeta.
La historia y la prehistoria de la humanidad hace referencia a los grandes movimientos culturales, económicos, geográficos y políticos que dieron origen a desplazamientos en masa de la población, tanto espontáneos como forzados.
- Las migraciones humanas prehistóricas del paleolítico constituyeron el primer proceso efectivo en la expansión de la humanidad hace más de 60 000 años, tomando en cuenta las diversas hipótesis del origen de los humanos modernos.
- En América, a partir del ingreso de los primeros seres humanos, se produjeron amplias migraciones que poblaron todas las regiones del continente ([7]). El poblamiento inicial de América atravesando el estrecho de Bering, no se realizó durante un período interglacial, cuando se registraban temperaturas más apropiadas para las grandes migraciones, sino durante la última glaciación, ya que la acumulación de hielo en los continentes hizo disminuir el nivel del mar, creando un puente natural entre Asia y América y aprovechando la existencia de un corredor natural libre de hielos entre la capa de hielo Laurentino y el glaciar existente sobre las montañas occidentales de América del Norte (Montes de Alaska, cordillera de las Cascadas, Montañas Rocosas, etc.).[8] De hecho, el límite de este extenso glaciar, que cubría la mayor parte del Canadá y terminaba por el noreste de los Estados Unidos, está marcado por los Grandes Lagos (drenados ahora por el río San Lorenzo) y los lagos occidentales canadienses, drenados ahora por el río Mackenzie: esta amplia zona estaba cubierta por un casquete de hielo de unos 3000 m de espesor, cuyos bordes forman actualmente los lagos señalados además de la bahía de Hudson, mientras que el corredor libre de hielos se ubicaba al oeste del río Mackenzie y se orientaba hacia el sur, por lo que la insolación era abundante casi todo el año.
- La revolución neolítica de África-Eurasia de hace unos 9000 años y que consistió básicamente en el desarrollo de la agricultura intensiva bajo riego, trajo consigo un desplazamiento enorme de las poblaciones, en el que millones de personas abandonaron su modo de vida nómada para hacerse sedentarios. El proceso de esta primera revolución ocurrida en la historia de la humanidad está bien explicado en varias obras de V. Gordon Childe (especialmente en Los orígenes de la civilización ([9]).
- La revolución neolítica americana de hace unos 7000 años impulsó grandes migraciones diferenciadas hacia Centroamérica, las áreas andinas sudamericanas y las amplias planicies orientales.[7]
- En el Oriente Medio y en el Mediterráneo oriental (Mesopotamia, Egipto, Persia, Media, Grecia, Macedonia, Fenicia) y en el Mediterráneo occidental (Cartago y Roma), la formación de los primeros imperios trajo consigo grandes desplazamientos de pobladores y soldados, que se encargaron de ocupar, tanto libremente como por la fuerza, nuevas tierras. El caso de los colonos romanos que se establecieron en la antigua Dacia (actual Rumanía) puede servir de ejemplo de estos desplazamientos.
- En América, la formación de los imperios andinos y centroamericanos impulsó movimientos poblacionales en la región del océano Pacífico, provenientes del norte y del sur del continente, que difundieron descubrimientos como el del maíz. En el área del océano Atlántico, el poblamiento fue influido por las grandes migraciones de la civilización no urbana tupí-guaraní.[7]
- El período de las grandes migraciones sirvió para que muchos pueblos indoeuropeos se establecieran a ambos lados de los antiguos limes (límites) del Imperio romano.
- En Europa, el feudalismo tuvo un efecto dual en cuanto se refiere a las migraciones de población: por una parte, fijó a los campesinos al suelo, es decir, a la tierra y aldeas de los distintos feudos. Por la otra, aunque redujo el comercio, aumentó enormemente las guerras de conquista entre los feudos existentes, lo cual dio origen a verdaderas invasiones y desplazamientos masivos de la población, que fueron creciendo con el aumento y la transformación de algunos feudos en los Estados nacionales a fines de la Edad Media, lo que, a su vez, determinó la decadencia definitiva del sistema feudal.
- En la Baja Edad Media se desarrollaron las redes de las ciudades estado, como la Liga Hanseática en el noroeste europeo y las ciudades surgidas a ambos lados de los pasos a través de los Alpes y en las ciudades del Norte de Italia, con el predominio de Venecia, que llegó a ser la mayor ciudad de Europa gracias al desarrollo del comercio. Estas ciudades crecieron enormemente por el desarrollo del comercio y dieron lugar a grandes desplazamientos o migraciones entre el mundo rural y dichas ciudades, así como al surgimiento de otras aldeas transformadas en burgos dedicados a la manufactura artesanal que alimentaba ese comercio.
- Los comienzos de la Edad Moderna marcan el inicio de los viajes de descubrimiento, la formación de Imperios de ultramar, la colonización de otros continentes y países por parte, principalmente, de los países europeos. El desarrollo de la navegación dio lugar a unos desplazamientos masivos de millones de personas que, al mismo tiempo que originaron una verdadera despoblación en muchos países europeos, sirvieron para fundar y poblar muchos países nuevos, sobre todo en América, a través de un proceso que puede considerarse, al mismo tiempo, como una invasión y hasta genocidio (especialmente en los primeros tiempos), pero también como la fundación y el desarrollo de un nuevo mundo con una mayor calidad de vida. La ocupación progresiva de la América del Norte por parte de los españoles, franceses e ingleses (en este orden) se hizo más intensa con el descubrimiento de oro y plata en el Oeste del territorio en 1848, pero esta ocupación, sobre todo en el siglo XIX, tuvo caracteres muy distintos a la expansión en Hispanoamérica durante la época colonial.
- Relacionado con la ocupación colonial de América, en los siglos XVII y XVIII varias monarquías europeas impulsaron el secuestro y la migración forzada de millones de personas africanas hacia el continente americano, para ser utilizadas como esclavos.
- El desarrollo de la Revolución industrial causó el mayor proceso migratorio de toda la historia, que no ha terminado aún, sino que está tomando nuevas formas: el llamado éxodo rural, que involucró a miles de millones de campesinos en todo el mundo y que fueron dando origen, a su vez, al crecimiento descontrolado y excesivo de ciudades enormes.
- La Gran Emigración europea (1800-1950). Relacionada con el éxodo rural desde comienzos del siglo XIX y durante casi un siglo y medio, millones de europeos pobres emigraron principalmente hacia América y Australia. Simultáneamente, América recibió grandes cantidades de inmigrantes provenientes del Medio Oriente. En Japón, durante el período Meiji se produjo un fuerte proceso de tecnificación que produjo un excedente de mano de obra y emigraciones a distantes países, como Estados Unidos, Brasil, Argentina, Perú, entre otros.
- A partir de 1950 se ha venido desarrollando un proceso emigratorio de dimensiones incalculables en los países del tercer mundo, especialmente en los más poblados. También relacionado con el éxodo rural, que en el tercer mundo comenzó después que en Europa, millones de personas de los países no desarrollados iniciaron un proceso de migraciones hacia Estados Unidos, Europa, Canadá, Japón y Australia, principalmente. Y la dimensión interna de esta gran emigración siempre ha sido mucho mayor que la internacional, lo que está avalado por el hecho notorio de que las grandes ciudades más pobladas del mundo actual han surgido, precisamente, en países del tercer mundo (Shanghái, Bombai, México).
- Durante los años transcurridos del siglo XXI, se han agudizado los problemas de toda índole en el Medio Oriente, principalmente, problemas políticos, religiosos, terrorismo, guerras, crisis económicas que explotaron en proporciones nunca antes vistas en 2015, cuando se produjo la llamada crisis migratoria en Europa y que ha continuado sin que se vislumbre ninguna solución efectiva que, necesariamente, tiene que tener carácter global, o por lo menos, europeo.
- infografía sobre el número de solicitudes de asilo en la UE.[10]

### La migración y la historia de las ciudades

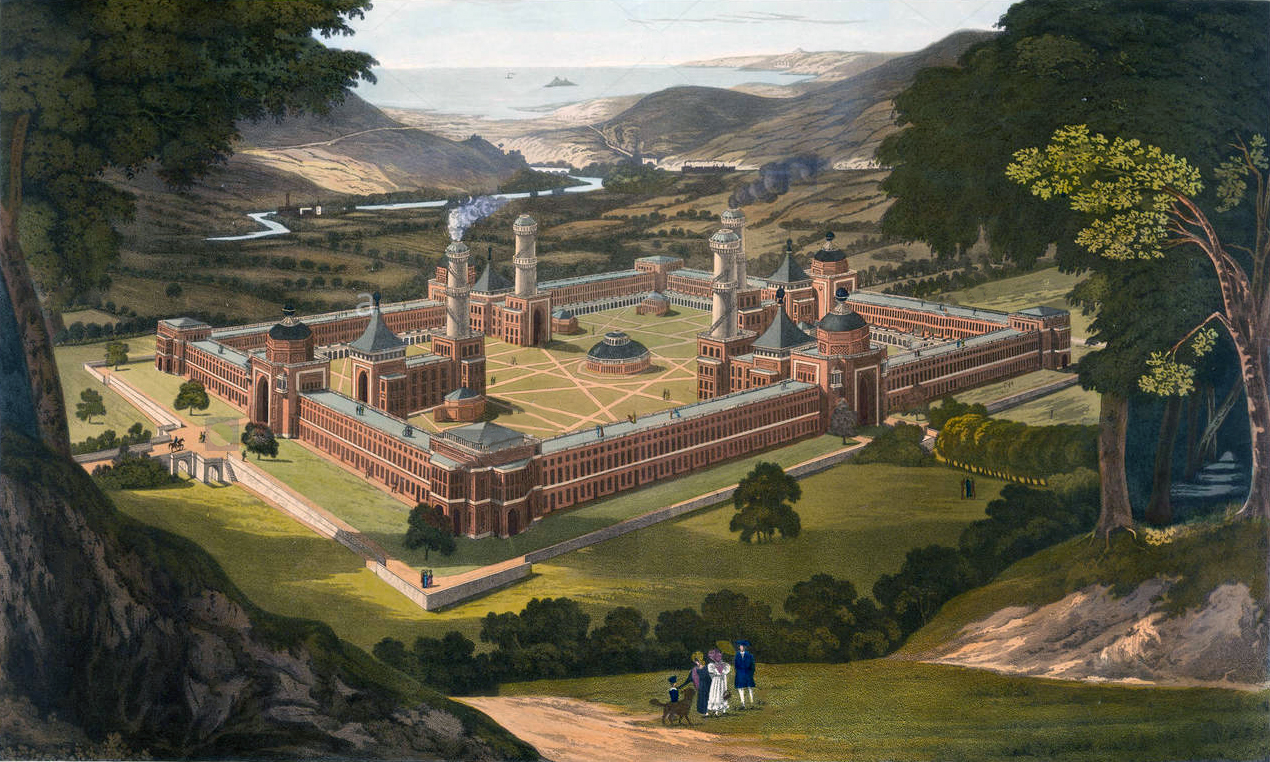
New Harmony (Indiana), en Estados Unidos, fue planificada por el socialista utópico Robert Owen, con el fin de proporcionar una residencia y distintos tipos de trabajo para inmigrantes. Este proyecto no llegó a realizarse.

La historia está llena de proyectos que han venido a ser, al mismo tiempo, una especie de señuelo para nuevos inmigrantes y una solución económica para el desarrollo económico de las nuevas tierras. Entre estos proyectos pueden citarse:
- La planificación de las ciudades iberoamericanas (principalmente, hispanoamericanas) de acuerdo a las Ordenanzas de Felipe II, que establecían en el siglo XVI las características que debían tener todas las ciudades españolas de América;
- El diseño del Ensanche en Barcelona según las ideas de Ildefonso Cerdá, que recogía algunas de las propuestas de Owen con respecto a la construcción de viviendas alrededor con una zona central común para pequeñas industrias, institutos educativos y comercios,
- La idea de las ciudades-satélite (soviéticas y de muchos otros países), etc.
- El poblamiento de las zonas fronterizas con Haití por parte de la República Dominicana durante los años de postguerra (guerra civil española y Segunda Guerra Mundial). Se aceptaron colonos procedentes de España y de otros países, con el fin de establecer una cierta presión en contra de la inmigración ilegal de la población haitiana, mucho más numerosa y en peor estado de superpoblación y de pobreza, que venía huyendo de su situación extremadamente precaria.

Y todas estas ideas tenían en común que se han venido desarrollando con el aporte mayoritario de inmigrantes.

## Tipos  de migraciones
Las migraciones se pueden considerar según el lugar de procedencia y según la duración del proceso migratorio. Si hay cruce de fronteras entre dos países, la migración se denomina externa o internacional e interna o nacional en caso contrario. Las migraciones pueden considerarse como emigración desde el punto de vista del lugar de salida y como inmigración en el lugar de llegada. Se denomina balanza migratoria o saldo migratorio a la diferencia entre emigración e inmigración. Así, el saldo migratorio podrá ser positivo cuando la inmigración es mayor que la emigración y negativo en caso contrario. En algunos textos se denomina emigración neta al saldo migratorio negativo e inmigración neta al saldo migratorio positivo. El empleo de estas últimas denominaciones se hace para evitar la confusión entre el significado cuantitativo del término positivo (más habitantes) y el significado cualitativo de dicha palabra (mejor). Podemos decir, en sentido inverso, la misma idea con respecto al saldo migratorio negativo.
Según el tiempo:

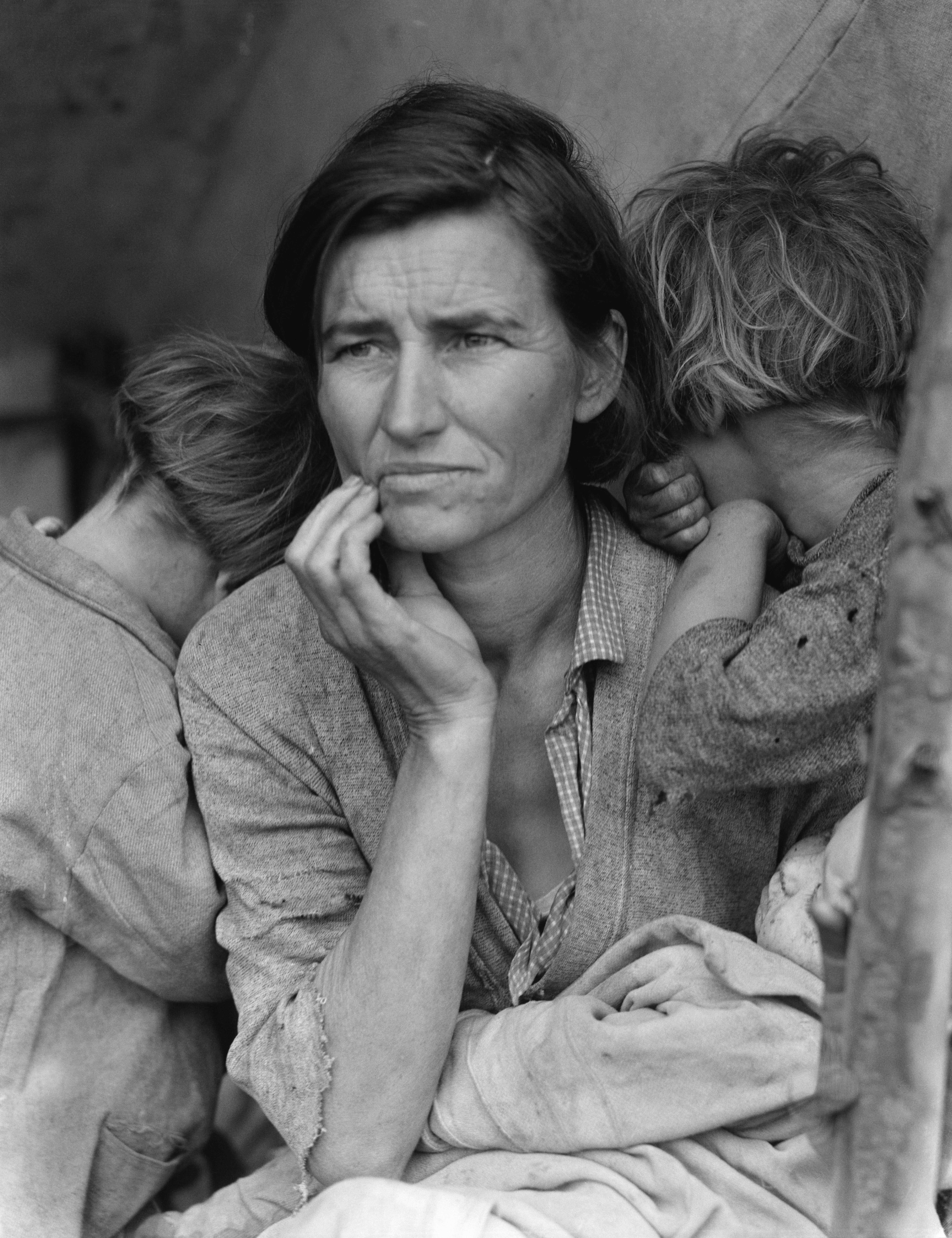
Madre migrante, foto de Dorothea Lange que muestra a una cosechadora y madre de siete hijos durante la Gran Depresión, en California (1936). Durante esta época los agricultores desposeídos se veían obligados a desplazarse continuamente en busca de trabajo.

- Migración temporal: cuando el migrante va a estar en el lugar de destino por un periodo de tiempo y después regresa a su lugar de origen. A veces son migraciones estacionales para trabajar en las cosechas, regresando después a sus lugares de origen. Por ejemplo, los habitantes de algunas comunidades latinoamericanas (especialmente de México) trabajan en los Estados Unidos y regresan anualmente a sus poblaciones de origen al vencerse su contrato. A esto se le llama migración cíclica, porque realizan el mismo desplazamiento de manera regular y constante.
- Migración permanente: cuando el migrante va a estar en el lugar de destino de manera permanente o de por vida.ƒ

Según su carácter:
- Migración forzada: cuando el migrante parte de su lugar de residencia por situaciones que amenazan su vida o en contra de su voluntad. Por ejemplo, un conflicto armado o los desastres naturales.
- Migración voluntaria: cuando el migrante parte de su lugar de residencia por voluntad propia en busca de una mejor calidad de vida.

Según su destino:
- Migración interna: cuando el lugar de destino del migrante es dentro del mismo país, es decir, se traslada a otra región o lugar.
- Migración internacional: cuando el lugar de destino del migrante es otro país diferente.

## Causas de las migraciones

### Causas socioeconómicas

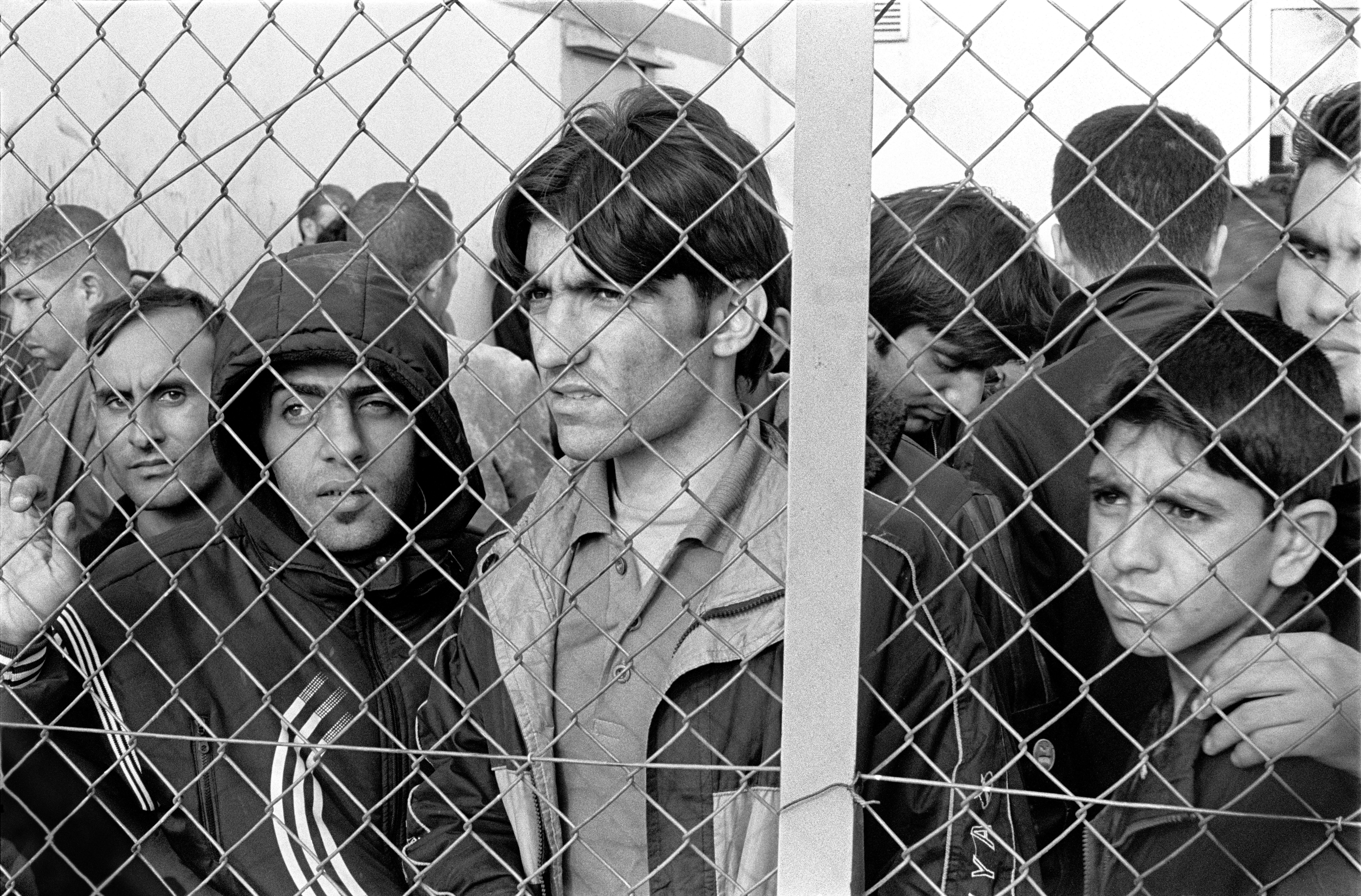
Migrantes y refugiados internados en el centro de detención de Fylakio en Tracia, Grecia. Octubre 2010.

Son las causas fundamentales en cualquier proceso migratorio. De hecho, existe una relación directa entre desarrollo socioeconómico e inmigración y, por ende, entre subdesarrollo y emigración. 
La mayor parte de los que emigran lo hacen por motivos económicos, huyendo de la pobreza, buscando acceso al trabajo, un mejor nivel de vida, mejores condiciones de trabajo y remuneración, o en casos más críticos, por cuestiones de supervivencia. La situación de hambre y miseria en muchos países subdesarrollados obliga a muchos emigrantes a arriesgar su vida (y hasta perderla en multitud de ocasiones), con tal de salir de su situación.  
"Según la Organización Internacional del Trabajo de la ONU, los trabajadores migrantes, definidos como personas que migran con el fin de ser empleados, representaron aproximadamente 169 millones en todo el mundo en 2019, es decir, más de dos tercios de los migrantes internacionales. Más de dos tercios de todos los trabajadores migrantes se concentran en países de renta alta."
Los vínculos familiares, así como la disolución de los mismos, también resultan factores importantes en la decisión de emigrar. La desintegración familiar, en muchos casos, puede dar origen a la migración infantil.
La base cultural de una población determinada es un factor importante a la hora de decidir a qué país o lugar se va a emigrar. La cultura (religión, idioma, tradiciones, costumbres, etc.) tiene mucho peso en la decisión de quedarse en un país o emigrar de este.

### Causas políticas y otros conflictos
Constituyen una verdadera fuente de migraciones forzadas, que han dado origen a desplazamientos masivos de la población, huyendo del exterminio o de la persecución del país o ejército vencedor. La Segunda Guerra Mundial en Europa (y también en Asia), así como guerras posteriores en África (Biafra, Uganda, Somalia, Sudán, etc.) y en otras partes del mundo, han dado origen a enormes desplazamientos de la población o, como podemos decir también, migraciones forzadas.
Por persecución y venganza política abandonan un país para residenciarse en otro o, al menos, intentan abandonarlo, aunque a menudo pueden llegar inclusive a perder la vida. Cuando las personas emigran por persecuciones políticas en su propio país, se habla de exiliados políticos, como sucedió en el caso de los españoles que huían de la persecución de después de la guerra civil, así como otros que se dirigieron a otros países. En gran parte, la crisis migratoria en Europa que alcanzó su nivel más grave en el 2015, ha tenido motivos políticos y confrontaciones internas que se ha agudizado por el impacto en las poblaciones vulnerables, como las mujeres y, sobre todo, los niños, como puede verse en un blog de la UNICEF ().

### Catástrofes

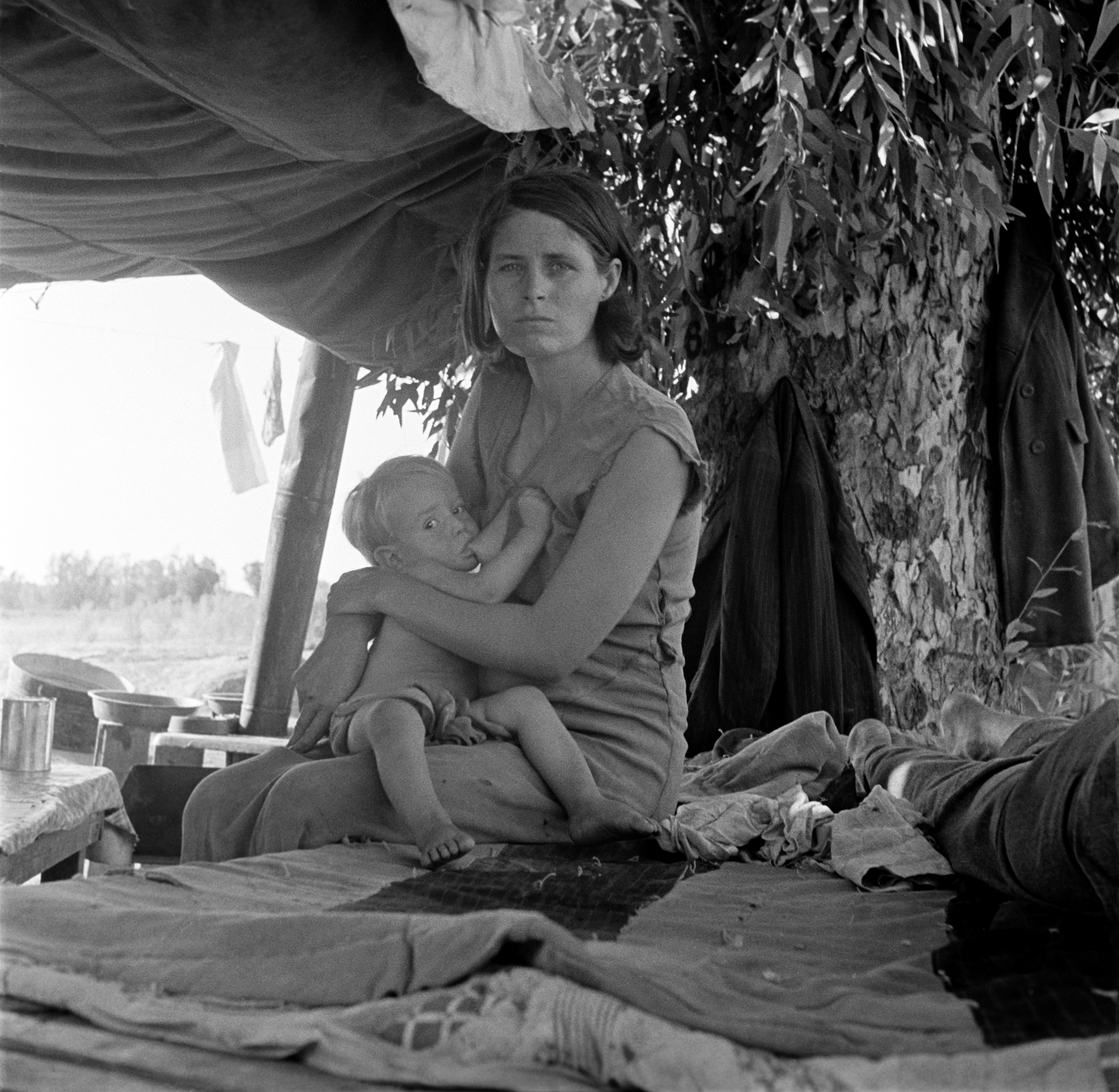
Refugiados de Oklahoma por la sequía junto a una carretera en Blythe, California, fotografía de Dorothea Lange en 1936.

Los efectos de grandes terremotos, inundaciones, sequías prolongadas, ciclones, tsunamis, epidemias y otras catástrofes tanto naturales como sociales (o una combinación de ambas, que es mucho más frecuente) han ocasionado grandes desplazamientos de seres humanos (también podríamos considerarlos como migraciones forzosas) durante todas las épocas, pero se han venido agravando en los últimos tiempos por el crecimiento de la población y la ocupación de áreas de mayor riesgo de ocurrencia de esas catástrofes. Este panorama hace que sea muy difícil, si no imposible, discernir entre las causas de las migraciones debidas a catástrofes naturales de las de otro tipo. Un terremoto de escasa intensidad, por ejemplo, puede ser muy destructivo en áreas subdesarrolladas con viviendas precarias y sin una organización social y económica importante; mientras que en otros países más desarrollados y culturalmente más avanzados, otro terremoto de la misma intensidad puede no tener casi ninguna consecuencia negativa en materia de la infraestructura del país y de la pérdida de vidas.

## Efectos de la migración

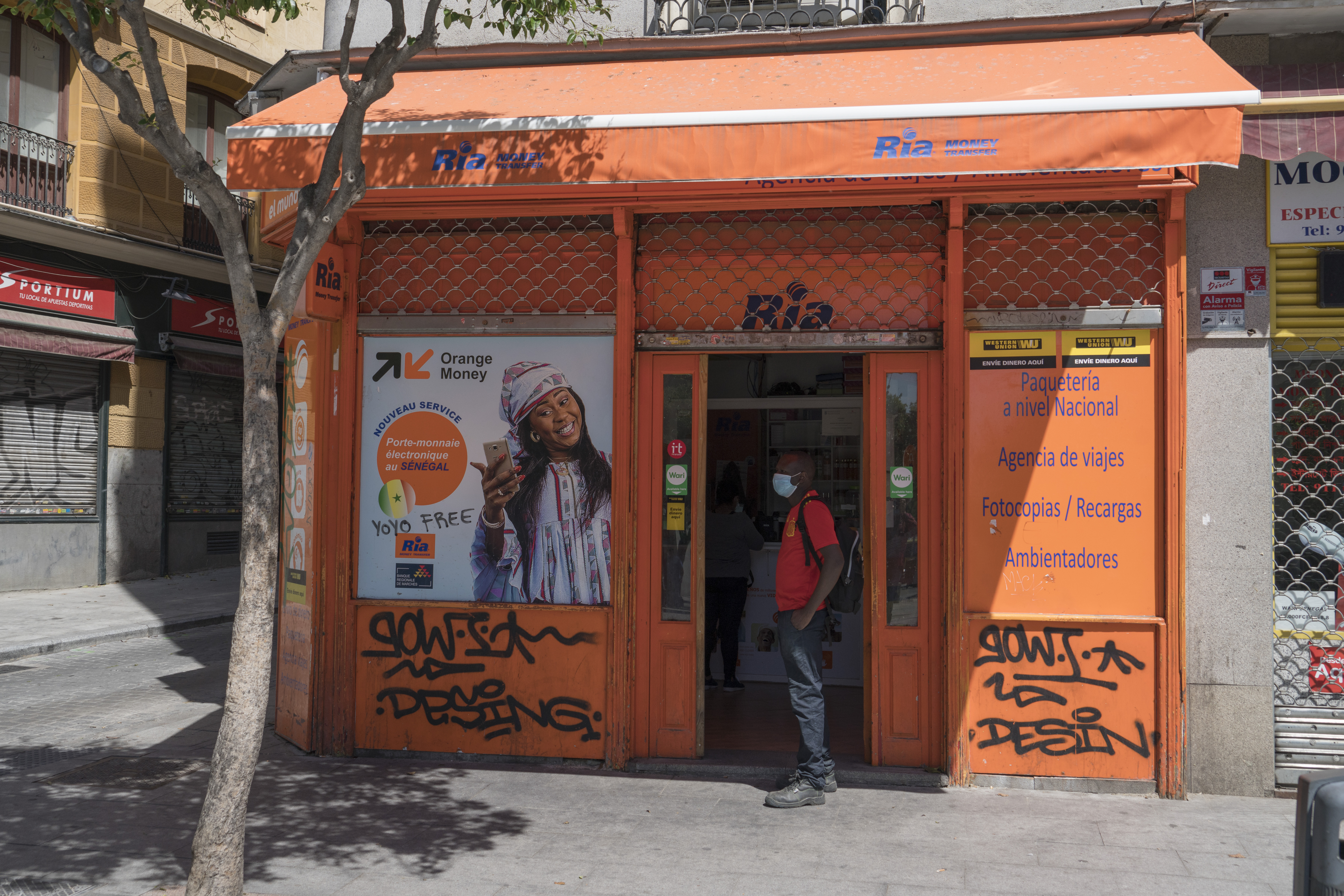
Establecimieto de servicios en Lavapiés, barrio multicultural de Madrid

La migración humana contemporánea produce efectos significativos en las sociedades emisoras y receptoras, de mayor o menor transcendencia dependiendo de múltiples factores: su magnitud, tipo de migración, estructura socioeconómica de los países implicados…

### Efectos de la migración en los países de origen
No siendo posible generalizar, en los países de origen, se entiende en los países con una economía débil, se tiene la percepción de que la emigración es positiva.
En estos países, la migración supone un alivio ante una fuerte demanda de empleo que su tejido económico no puede absorber, en casos, mitigando problemas de superpoblación, paliando también situaciones de pobreza en las familias migrantes o con miembros migrantes. 
Como más directo efecto positivo se consideran las «remesas», las cantidades de dinero que los emigrantes remiten a sus países de origen. Estas remesas pueden llegar a suponer una de las más importantes partidas entrantes de su Balanza de Pagos. En el caso estudiado de México, representan el 2,1 % del PIB (2010), posicionándose en 2008 en segundo lugar como fuente de divisas, por detrás de las exportaciones de petróleo y por delante de partidas importantes como el turismo o la inversión extranjera directa. Otro importante efecto positivo sería el retorno de los emigrantes, «Los emigrantes pueden retornar a generar hechos importantes para la vida económica y política de su país de origen debido al cúmulo de experiencias recogidas y capacitación adquirida».
Existirían también efectos sociales que podrían ser positivos o negativos, probablemente prevaleciendo los negativos. Como efectos negativos cabría señalar la desestructuración de las familias generando problemas afectivos en sus miembros. Cuando los emigrantes son los padres podría sumarse una inadecuada atención de los hijos que podría llevarlos a la marginalidad o la delincuencia. Por contrario, las familias podrían adquirir una conciencia solidaria más acentuada, ampliando los vínculos en modelos de familia más extensos.
También, dependiendo de su magnitud, puede ser importante su incidencia en la demografía de los países. Siendo los emigrantes fundamentalmente jóvenes, la población de los países emisores se ve envejecida, pudiendo influir en el desequilibrio entre sexos según la migración sea masculina o femenina. Si el desequilibrio es muy acusado, conllevará un cambio de «roles y relaciones de género, así como en las actividades domésticas y extradomésticas que desempeñan las personas migrantes y no migrantes», en casos ha conducido a una mayor participación de la mujer en el mercado de trabajo. Otro efecto negativo es la salida de personas cualificadas, aunque esta migración sea la de Sur-Norte. En cualquier caso, los emigrantes son miembros que la comunidad ha invertido en su formación (los emigrantes se van ya siendo jóvenes, en edad de trabajar, después ya de su periodo de formación), generando una posible pérdida de la fuerza de trabajo del país. 
La emigración supone un drama para las personas y familias que se ven obligadas a emigrar ya sea por problemas económicos o políticos. Sufren el desarraigo yendo a integrarse en sociedades que les serán extrañas cuando no hostiles, en la mayoría de los casos a ocupar los puestos más bajos de esas sociedades, con problemas de integración en las mismas y dificultades en conservar sus costumbres y cultura, probablemente sufriendo la incomprensión de las sociedades receptoras.

### Efectos de la migración en los países de destino
Tradicionalmente, los estudios sobre los efectos de la migración en los países receptores se han centrado en sus efectos negativos. «Este tratamiento está plagado de muchos prejuicios infundados que son explotados en el concierto electoral, esgrimiendo comentarios sobre la inmigración como causante del aumento del desempleo, caída de los salarios, disputa de los servicios sociales, deprimir los precios de bienes muebles e inmuebles en sus lugares de residencia e infestar de plagas y enfermedades su entorno, como también el de generar violencia y delincuencia».
En 2017, la mayoría de los estudios concluyen en que el impacto de la migración en términos macroeconómicos es “más bien exiguo”. Sobre el impacto en el nivel salarial los estudios son discrepantes, unos reflejan un impacto negativo y en otros positivo. Un estudio (Hotchliss y Quispe-Agnokli (2008) concluye que un incremento de la población de emigrante del 10 % el nivel salarial de los nativos decrece entre el 1 y 4 % en los EE. UU. En tanto que Butcher y Card (1991) en otro estudio encuentran que el efecto de la migración en los salarios de los trabajadores nativos de Estados Unidos, incluso de los menos calificados, es prácticamente nulo. En tanto que según Ottaviano y Peri (2006), la inmigración registrada en EE. UU. en el periodo 1980-2000 influyó en el incremento de los salarios de los nativos en un 2 %, «donde los más favorecidos fueron los trabajadores con al menos educación preparatoria».
La División de Población de las Naciones Unidas advierte sobre el envejecimiento de la población en los países desarrollados. Este envejecimiento de la población, la menor proporción de población activa, hace probable que en un futuro más o menos cercano los sistemas de seguridad social en los países desarrollados, principales receptores de la migración, tengan problemas para mantener su viabilidad. «La inmigración que reciben estos países puede ayudar a mantener el equilibrio en tales sistemas al incrementar la proporción de trabajadores activos y con ello las contribuciones a los sistemas de seguridad social».
La migración, en los países receptores, contribuye a minorar los efectos negativos de los ciclos económicos. El flujo de emigrantes aumenta en tiempos de expansión y decrece en tiempos de recesión. En los ciclos expansivos, contribuye al desarrollo económico del país al tiempo que reduce las tensiones que se dan en estos ciclos. Al sumarse a la oferta laborar tiende a evitar sobrecostos laborales que repercutirían en la inflación de precios, comprometiendo los logros del ciclo. En tanto que en el ciclo de recesión, son los emigrantes los más vulnerables, en casos viéndose obligados a regresar a sus países, influyendo favorablemente en las tasas de desempleo.
Igualmente positiva es la migración en el tejido económico de los países receptores, desarrollando una labor productiva y, también importante, demandando bienes, elevando el consumo agregado.
Los inmigrantes suponen una fuerza laboral en la que el país no ha tenido que invertir, viniendo en edad de incorporarse al mercado laboral, y en un futuro con menores costes sociales que los nativos ya que, en parte, pasado un tiempo retornan a su país antes de acabar su edad laboral. Los inmigrantes, lejos de suponer un costo para los servicios sociales, sistema de educación… «con el paso del tiempo se vuelven contribuyentes netos, ya que son más jóvenes que la población nativa».

## Teorías migratorias
A grandes rasgos, las teorías migratorias constituyen una abstracción de los principales modelos de comportamiento ante la decisión de migrar a escala individual o familiar.

### Tipos de teorías
Las migraciones han sido analizadas desde el punto de vista de distintas disciplinas académicas, existiendo hoy un conjunto de teorías altamente especializadas en las mismas. Esta especialización no siempre ha ido en provecho del diálogo interdisciplinario y una visión más holística del proceso migratorio. En particular, los enfoques económicos, con su aplicación de modelos fuertemente sofisticados y formalizados matemáticamente, han tendido a crear un campo de estudios prácticamente separado del resto de las otras disciplinas.
A pesar de esta diversificación y especialización se pueden establecer ciertos parámetros para agrupar los distintos enfoques en uso. Una forma simple de clasificar estos enfoques es atendiendo al énfasis que se pone en distintos aspectos de los fenómenos migratorios. Así, por ejemplo, hay enfoques que acentúan los así llamados factores de expulsión (push factors en la terminología académica) que empujan a los migrantes a dejar sus respectivas regiones o países (guerras, dificultades económicas, persecuciones religiosas, desastres medioambientales, etc.). Por otra parte, están los enfoques que acentúan los factores de atracción (pull factors) que llaman a los migrantes hacia determinadas regiones o países (mejores salarios, democracia, paz, acceso a la tierra y condiciones favorables de vida en general, en especial, al acceso a las viviendas urbanas con su dotación de servicios, tal como se ve representado en la Finca Roja de Valencia).

## Enfoques migratorios según el nivel de análisis
Otra forma de agrupar los diversos enfoques es prestando atención al nivel del análisis ofrecido. Así por ejemplo, tenemos análisis que enfocan prioritariamente los aspectos agregados o estructurales (niveles comparativos de desarrollo, estándares de vida, condiciones demográficas, grandes cambios socioculturales, las tecnologías de la comunicación y el transporte, etc.) y que por ello pueden ser llamadas explicaciones o enfoque «macro». Estas fueron las primeras teorías sobre el fenómeno migratorio y su fuerza explicativa es notable a un nivel general. Sin embargo, la decisión de migrar ni involucra a todos los que se ven afectados por los mismos factores macro ni se puede deducir de manera axiomática de ciertas disparidades estructurales. Es por ello que otros enfoques han tratado de entender la decisión misma de migrar a un nivel individual o del entorno humano que directamente la influencia. Estamos por tanto frente a enfoques que pueden ser llamados «micro» u orientados a entender el por qué de la decisión particular de migrar. Sin embargo, durante las últimas décadas se ha venido poniendo mayor interés en el nivel intermedio, o mediador entre las condiciones estructurales y las decisiones individuales, que por ello podemos llamar perspectiva «meso». Se trata de entender fundamentalmente las redes sociales y las organizaciones e instituciones concretas que posibilitan la migración. Las redes o cadenas migratorias han sido, en especial, un foco de gran interés dentro de esta perspectiva meso. También las organizaciones de carácter criminal han sido estudiadas a este nivel.
A continuación se darán ejemplos de estos tres tipos de enfoques, macro, micro y meso, tratando de esta manera de entender los aportes que cada uno de ellos hace, a su manera, a la comprensión de las migraciones.

### Enfoques migratorios a nivel macro
El enfoque demográfico es característico de este nivel de análisis, poniendo el acento sobre las disparidades en cuanto al desarrollo poblacional entre diversas regiones y países. Esta es, sin duda, la base de todo análisis serio de los fenómenos migratorios que alcanza una importancia cuantitativa ya que nos da una visión general sobre la existencia de un potencial o de una demanda migratoria. Esto se relaciona, en general, con la fase en que diversas zonas del mundo se encuentran en la así llamada «transición demográfica», es decir, en los cambios en la relación entre la tasa de natalidad y de mortalidad que explican la gran expansión demográfica de los últimos dos siglos. En este sentido, las sociedades europeas han entrado en una fase pos transición demográfica, en que esta tiende incluso a revertirse en el sentido de que la tasa de mortalidad supera a la de natalidad, generando por ello un decrecimiento poblacional. El contraste más palpable con esta situación la encontramos en el continente africano, donde el diferencial entre natalidad y mortalidad es, a pesar de las altas tasas de mortalidad, muy grande, dando origen a un extraordinario incremento poblacional. Así por ejemplo, entre 2010 y 2050 la Comisión de Naciones Unidas para la Población pronostica una caída en la población en edad activa (15 a 64 años) europea de un 20 % (de 500 a 398 millones) mientras que la africana más que se duplicaría (de 581 a 1310 millones).
Un enfoque sociológico a nivel macro es aquel que acostumbra llamarse «paradigma de la modernización», que asocia las migraciones con procesos de cambio socioculturales que predisponen a aumentar la movilidad humana. Se pasaría así de una situación de mayor sedentariedad y fuerte adscripción al entorno local, propia de una «sociedad tradicional», a una situación de alta movilidad y adscripciones difusas a distintos niveles, propia de una «sociedad moderna». Estos cambios potenciarían primero las migraciones internas y, en particular, el proceso de urbanización, para luego pasar a una fase de migraciones de más largo alcance incluyendo las internacionales.
A nivel económico, la economía ortodoxa o «economía neoclásica» ha acentuado las diversas dotaciones de factores productivos (recursos naturales, trabajo, capital, etc.) en diversas áreas y países, lo que da una retribución económica diferente al uso de esos factores. En el caso de las migraciones la abundancia de fuerza de trabajo en relación con otros factores productivos potenciaría la emigración debido a los bajos salarios de un trabajo superabundante. Por su parte, regiones con, por ejemplo, mucho capital o tierra en relación con la población activa disponible tenderían a generar unos ingresos más altos al trabajo y ser, por ello, atractivos como lugares de inmigración. Este sería el caso típico de Estados Unidos en el siglo XIX, con mucha tierra accesible y poca población, respecto de una Europa con poca tierra en relación con su población. Lo mismo ocurriría hoy entre las regiones más desarrolladas con mucho capital y relativamente pocos trabajadores respecto de muchas áreas menos desarrolladas que muestran la situación inversa. En buenas cuentas, los flujos migratorios, así como otros flujos económicos, tenderían a crear una situación de mayor equilibrio en la dotación y remuneración de los factores productivos a nivel global. Este equilibrio implicaría un mejor uso de los mismos, generando grandes ventajas globales y abriendo oportunidades sustanciales de mejoramiento de las condiciones de trabajo y de vida de los migrantes en relación con su situación en el país de origen, si bien las mismas pueden parecer desventajosas en comparación con las condiciones imperantes entre los trabajadores y las población de los países de acogida. Esta perspectiva macroeconómica enfatiza también las trabas a la inmigración provenientes de las organizaciones de los trabajadores de los países más desarrollados que verían debilitado su poder de negociación y por ende sus ascensos salariales al aumentar la cantidad de mano de obra ofertada en su mercado de trabajo. Este es un típico ejemplo de lo que se conoce como conflicto entre los insiders (grupos que están ya adentro) y los outsiders (nuevos grupos que presionan por entrar en un mercado de trabajo más favorable).
Desde un punto de vista dinámico la economía ortodoxa ha elaborado una serie de teorías acerca de las relaciones entre migración, pobreza y desarrollo. Se parte de una relación inversa entre pobreza y migraciones de mediano y, en especial, migraciones internacionales de largo alcance. Este tipo de migraciones son, habitualmente, muy costosas en relación con los recursos disponibles por los sectores más pobres de la población mundial. Esto es lo que se conoce como «trampa de la pobreza» que dificulta o impide que aquellos que más tendrían que ganar migrando no puedan afrontar la inversión que ello supone. Los que normalmente migran no son, según esta perspectiva, los más pobres sino sectores medios o relativamente privilegiados de sociedad en desarrollo. Es por ello que se habla de una «autoselección» social y educacionalmente positiva de los emigrantes respecto del total de la población del país de origen. Esta emigración viene a su vez a potenciar, por medio de las remesas, el desarrollo del país de origen, generándose así un «círculo virtuoso» entre desarrollo, emigración y más desarrollo. Cuando el nivel de desarrollo del país de emigración lo acerca al del país de inmigración el flujo tiende a ralentizarse para luego detenerse y, finalmente, invertirse, formando aquello que se ha llamado la «U invertida». Un ejemplo palpable de este proceso es la emigración española hacia el norte de Europa, que fue fuertemente potenciada por el desarrollo económico español de los años 1960 para luego, en los 70, detenerse e invertirse cuando España alcanzó niveles de bienestar que si bien aún eran inferiores a los del norte europeo no compensaban ya los costes de todo tipo que impone la emigración. 
El enfoque económico antagónico al recién expuesto lo proponen diversas escuelas de pensamiento neomarxistas, que acentúan la polarización internacional que vendría a empobrecer crecientemente las así llamadas «periferias» del sistema capitalista mundial, forzando a sus poblaciones a emigrar para subsistir creando de esta manera una especie de «tercer» o «cuarto mundo» migrante que se ofrece por bajos salarios y aceptando condiciones de «sobreexplotación» en los mercados de trabajo del mundo desarrollado. Estas perspectivas tienen su origen en la Escuela o teoría de la Dependencia, popularizada por autores como André Gunder Frank ya en los años 1960. Immanuel Wallerstein ha publicado una gran cantidad de libros y ensayos, entre ellos cuatro tomos sobre el desarrollo del «sistema-mundo» capitalista. Para conocer su perspectiva puede consultarse Immanuel Wallerstein (2006), Análisis de sistemas-mundo. Una introducción, Madrid: Siglo XXI. </ref> De acuerdo a este enfoque estaríamos frente a un círculo vicioso de explotación, empobrecimiento, emigración y mayor empobrecimiento. Esta perspectiva general ha sido complementada por las teorías del «mercado dual» o «segmentado» de trabajo, asociadas a los nombres de Michael Piore, Stephen Castles y Godula Kosak. Para estos autores existen dos tipos de mercados laborales y, de hecho, dos tipos de clases trabajadoras en los países desarrollados: una compuesta fundamentalmente por los autóctonos, que comparten condiciones regulares y aceptables de trabajo, y otra formada por los inmigrantes, en particular aquellos en diversas situaciones de irregularidad, que carecen de condiciones seguras y dignas de trabajo. La obra clásica de M. Piore (1979) es Birds of Passage: Migrant Labour in Industrial Societies, Nueva York: Cambridge University Press; la de S. Castle y G. Kosak (1973) es Immigrant Workers and Class Structure in Western Europe. Londres: Oxford University Press. 

### Enfoques migratorios a nivel micro
Los enfoques micro surgen de la necesidad de explicar las decisiones reales de los sujetos de las migraciones, es decir, de los migrantes mismos. El punto de partida de estas reflexiones es que realmente existe una decisión migratoria y que no se trata de un hecho meramente forzoso, como sería el tráfico de esclavos o las deportaciones masivas de población. Estas situaciones extremas excluyen por cierto toda decisión del individuo migrante que, de hecho, no es sujeto de la acción de migrar sino víctima u objeto de la decisión de otros. Sin embargo, en la gran mayoría de los casos existe un momento de voluntariedad y decisión que debe ser explicado, aún bajo condiciones muy penosas. De hecho no todos, ni siquiera la mayoría de una población sometida a persecuciones políticas intensas o a condiciones económicas desventajosas dejan sus países de origen. Lo hacen algunos y no otros que optan, por más dura que sea esa opción, por quedarse y resistir a las condiciones adversas. Esto hace relevante la pregunta por la decisión de migrar en circunstancias muy variadas. 
La teoría económica ortodoxa enfoca este tema como si el emigrante fuese un inversor cualquiera, que hace una evaluación de costos y beneficios y elige, de acuerdo a ese cálculo y buscando maximizar sus beneficios, si emigrar o no. Se trata de un cálculo difícil de evaluar en términos exactos ya que implica una serie de incertidumbres y de costos que escasamente se dejan sopesar (dejar a la familia, a los conocidos y a lo conocido, etc.). La decisión «racional» puede, además, ser perfectamente «irracional» en el sentido de que el cálculo puede basarse en informaciones erradas. Todo esto no obsta para considerar al migrante como un «homo oeconomicus» de texto ya que estos fallos de información se pueden dar en el caso de cualquier consumidor o inversor.
Contrapuesto a este punto de vista explícitamente individualista ha surgido el así llamado paradigma de la nueva economía de la migración. En esta perspectiva se desplaza el foco de atención de la decisión individual a la del grupo humano que forma el entorno original del migrante (su familia nuclear o extendida, sus vecinos, su pueblo, etc.). Al mismo tiempo se pone el acento no sobre la maximización del beneficio sino sobre la minimización de los riesgos, que se logra al desplazar miembros (habitualmente jóvenes) de un grupo a diversos nichos económicos. Se trata, en resumen, de una decisión de migrar que atañe a un individuo pero que ha sido tomada y financiada colectivamente como parte de una estrategia de supervivencia de todo un grupo humano, lo que implica que el migrante lleva consigo y debe responder a una serie de compromisos y lealtades con su grupo de origen. Su conducta debe por ello ser grupal y no individualista, especialmente en cuanto al uso de los beneficios económicos de migración (obligación de enviar remesas) y a los compromisos de largo plazo, como por ejemplo la elección de esposa o esposo o el compromiso de ayudar a nuevos migrantes del mismo grupo de origen. Se forman así tanto cadenas migratorias como fuertes solidaridades transnacionales que condicionan vitalmente la vida del inmigrante.
Frente a estos enfoques «racionalistas» existe el «misterio de los pioneros», aquellos individuos o pequeños grupos que abren un nuevo horizonte migratorio y a los que luego seguirán muchos otros por motivos muy distintos y, habitualmente, más explicables que los de los pioneros. Estos «aventureros migratorios» son difíciles de encuadrar en una teoría más general, siendo muchas veces los diferentes e incluso los disidentes de una comunidad o sociedad determinada, que la dejan impulsados por una búsqueda incierta de una vida diferente o, a veces, por el simple rechazo social ante sus conductas inconformistas o «socialmente desviadas». De esta manera partieron, por ejemplo, los primeros disidentes religiosos de Europa hacia Norteamérica. Otras causas igualmente difíciles de encasillar en teorías generales son las del amor, que llevan a una persona a seguir a otra iniciando una migración que tal vez otros sigan por razones muy distintas explicando así, al menor en parte, la extraña geografía de muchos flujos migratorios cuya concentración en ciertos lugares de origen o de llegada parecen ser puramente aleatorios.

### Enfoques migratorios a nivel meso
Las perspectivas macro y micro fueron criticadas durante los últimos decenios del siglo pasado ya que olvidaban que entre los factores generales y los más particulares existen una serie de estructuras que hacen posible la migración, abaratando sus costos y, de hecho, canalizándola hacia ciertas zonas, nichos laborales y localidades concretas. Surgió así el análisis de las redes migratorias que parte de la creación de un «capital social migratorio» que se va acrecentando en la medida en que se fortalece la migración. Este capital social incluye desde recursos materiales para posibilitar la partida y la inserción en la nueva sociedad hasta contactos e información de decisiva importancia para el éxito del proyecto migratorio. Se trata de una perspectiva en que el esfuerzo y los elevados costos de los pioneros van formando un capital que hace más accesible la migración para otros, habitualmente con menos recursos o circunstancias menos favorables o afortunadas que las de los pioneros exitosos. Al mismo tiempo, los pioneros se tienden a convertir en líderes del nuevo grupo inmigrante, teniendo en sus manos las claves de la inserción en la sociedad de acogida y buscando sacar ventajas de las mismas. Se forman así cadenas de migrantes que, en sus expresiones más notables, llevan a la formación de los así llamados «enclaves étnicos» de gran vitalidad económica pero que muchas veces generan fuertes relaciones de explotación dentro del grupo respectivo.
El estudio de las redes migratorias incluye también aquellas que decididamente actúan fuera y en contra de la ley, habitualmente calificadas como mafias donde el así llamado «tráfico» con fines de explotación sexual es una fuente de ingentes ganancias para algunos y de gran sufrimiento para muchos.
También se debe incluir en este enfoque meso el estudio de lo que podríamos llamar la «industria de la migración», que va desde las empresas de viajes de «bajo costo» especializadas en el transporte de migrantes a empresas que dan créditos para posibilitar la migración o aquellas que posibilitan las comunicaciones o el envío de remesas. Todos estos son elementos esenciales de proyectos migratorios que sin ellos serían extremadamente difíciles y costosos.

## La globalización y las migraciones actuales
El proceso de globalización contemporánea, iniciado luego de la Segunda Guerra Mundial y consolidado tras el colapso de la Unión Soviética en 1991, estableció un sistema mundial de libre circulación de capitales, bienes y personas en ciertos países del mundo como aquellos pertenecientes a la Unión Europea (Esto se conoce como un Mercado común). Naturalmente, la globalización impulsó tres grandes procesos migratorios:
- De ejecutivos y empresarios desde y hacia todas partes del mundo.
- «Fuga de cerebros», artistas, profesionales y deportistas de los países más pobres hacia los más desarrollados.
- De trabajadores no calificados de los países pobres buscando emplearse en los puestos de trabajo infravalorados por las poblaciones nativas de los países ricos (empleo doméstico, recolección de basura, construcción, servicios de gastronomía, etc.).

Simultáneamente, los flujos globales del capital tienen un efecto inmediato en el proceso de la creación y destrucción de empleos. Pues, según el capital entre o salga de ciertos países, naturalmente se ocasiona un flujo del trabajo siguiendo al capital. Este flujo del trabajo, expresado en forma de migraciones internacionales, se ve incrementado por las desigualdades sociales extremas, políticas, económicas y ambientales generadas durante el proceso de globalización.
La pandemia originada por el COVID-19 ha venido a modificar sustancialmente los patrones migratorios a escala global (en las grandes rutas internacionales) y en las rutas de alcance medio a escala nacional o regional. Todavía falta evaluar el impacto económico, social, cultural y político de esta pandemia, cuyos efectos durarán una cifra intederminada de años.
En la era de la globalización, de la economía mundial y de la libre circulación global de bienes y capitales, las migraciones globales son una consecuencia natural. La gestión de las migraciones actuales pasa por garantizar plenamente el derecho a la libre circulación comenzando por garantizar el derecho a no emigrar, detener la promoción de la fuga de cerebros por parte de los países desarrollados, reducir la desigualdad entre «países ricos» y «países pobres» e impulsar amplias campañas antidiscriminatorias orientadas a la construcción de sociedades culturalmente plurales. Sin embargo, estas ideas globalizadoras han chocado inevitablemente con otros grupos que se oponen a dichas ideas, aunque está oposición tiene más una base política que económica.